# Wacław Felczak Alapítvány
A magyarországi Wacław Felczak Alapítvány (rövidítve: WFA; lengyelül: Fundacja im. Wacława Felczaka; angolul: Wacław Felczak Foundation) célja a lengyel–magyar barátság és együttműködés elmélyítése és további ápolása. Az Alapítvány 2018-ban kezdte meg működését, névadója Wacław Felczak lengyel történész, a XX. századi lengyel–magyar kapcsolatok kiemelkedő alakja. Az Alapítvány céljaival összhangban kiemelten támogatja a közoktatásban folytatott ismeretterjesztést, a felsőoktatási és tudományos tevékenységeket, valamint az ifjúsági közösségek élményszerű, alkotó együttlétét a hagyományos lengyel–magyar barátság átörökítésére.

## Wacław Felczak, a névadó
Wacław Felczak a XX. századi lengyel–magyar kapcsolatok legendás alakja. A budapesti Eötvös Collegium egykori lakója, a lengyel–magyar kapcsolatok kiváló kutatója, egyben a második világháború idején Varsó és az emigráns lengyel kormány közötti titkos futárszolgálat budapesti szervezője volt. A háború után a kommunista szervek bebörtönözték, és életfogytiglani szabadságvesztésre ítélték. 1956 őszén engedték szabadon, amelyet követően a krakkói Jagelló Egyetem Történeti Intézetében dolgozott. Az 1970-es évektől rendszeresen járt Magyarországra, ahol szűk körű előadásokat tartott fiatal ellenzéki egyetemistáknak.
A Wacław Felczak Alapítvány létrejöttét a lengyel történész születésének 100. évfordulója alkalmából rendezett krakkói emlékülésen jelentette be Orbán Viktor magyar miniszterelnök, a professzor egykori hallgatója. A magyar és a lengyel kormány ekkor úgy döntött, hogy Wacław Felczak emlékére Budapesten és Varsóban is létrehoznak egy intézményt az ezeréves lengyel–magyar barátság elmélyítésére.

## A Wacław Felczak Alapítványról szóló 2017. évi CLXVI. törvény
A 2017. évi CLXVI. törvény a Wacław Felczak Alapítványról a Magyar Közlöny 2017. november 23-i számában került kihirdetésre. A törvény szerint az Alapítvány feladata elsősorban a
„magyar–lengyel barátság és együttműködés további elmélyítése”. „A magyar és a lengyel nemzet közötti barátság kulturális örökségének megőrzése, megismertetése és terjesztése, valamint nemzedékek közötti átörökítése érdekében olyan közfeladatot lát el, amely a magyar–lengyel fiatalok és szakemberek közötti kapcsolatépítést ösztönző tevékenységet pályázatok kiírásával és programszervezéssel támogatja”.
A törvény alapján az Alapítvány céljait az alábbi tevékenységek révén kell elérnie:
1. a magyar–lengyel barátság hagyományának, az együttműködés fontosságának tudatosítása és továbbadása a fiatal generációk számára;
2. az ifjúsági együttműködés és kapcsolatépítés erősítése különösen a kultúra és a sport területén;
3. egymás nyelvének és kultúrájának megismertetését célzó tudományos és oktatási tevékenység ösztönzése;
4. a magyar–lengyel kulturális, gazdasági és politikai szervezetek közös innovációs gondolkodásának elősegítése mindkét ország versenyképességének erősödése érdekében. Az Alapítvány működésére a kormány, mint alapító tartós jelleggel minden évben 1 millió eurónak megfelelő forint biztosítását vállalta.

## Az Alapítvány tevékenysége
Az Alapító Okirat szerint a Wacław Felczak Alapítvány vezető szerve a kuratórium, amely öt természetes személyből, egy elnökből és négy tagból áll. A kuratórium biztosítja az alapítványi célok folyamatos megvalósítását, ehhez megteremti a szükséges eszköz- és feltételrendszert. A kuratórium dönt az Alapítványhoz érkezett támogatások elfogadásáról, illetve annak esetleges visszautasításáról. Az Alapítvány évente egymillió eurónak megfelelő 
Az Alapítvány 2018-as létrejötte óta rendszeresen ír ki pályázatokat és ösztöndíjakat. A kuratórium különösen fontosnak tartja, hogy a fiatal generációk számára is elérhetővé váljon Lengyelország és a lengyel kultúra megismerése, a hagyományos lengyel–magyar barátság (újra)felfedezése. Mindezt a fiatalok nyelvén, modern formában, de a névadó, Wacław Felczak által mutatott értékek mentén. Az Alapítvány működésével összefüggő feladatok ellátására a Kormány, mint alapító tartós jelleggel minden évben 1 000 000 eurónak megfelelő forintot biztosít az Alapítványnak.
Működésének első évében az Alapítvány számos kulturális programot valósított meg, emellett összesen 18 pályázatot írt ki köz- és felsőoktatási intézmények, önkormányzatok, egyházi és civil szervezetek, vagy éppen kutatók és művészek számára. Ez idő alatt a könyvtámogatási program eredményeként 22 lengyel tárgyú kötet jelenhetett meg, a POLONICA VARIETAS osztálykirándulásokat támogató pályázat keretében pedig közel 2100 magyar középiskolás látogathatott el Lengyelországba.

## Pályázatok
Az Alapítvány 2018 és 2019 októbere között összesen 18 pályázatot írt ki az alábbi támogatási célokkal:
- DWA BRATANKI pályázat a magyar–lengyel testvérvárosi és testvériskolai kezdeményezések támogatására (2018; 2019/1; 2019/2)
- POLONICA VARIETAS pályázat lengyelországi osztálykirándulások támogatására (2018; 2019/1; 2019/2)
- ÖRÖKÉLETŰ TÖLGY pályázat a tudományos kutatások támogatására (2018; 2019)
- SASFIÓKÁK pályázat gyermekeknek és fiataloknak szóló magyar–lengyel programok támogatására (2018; 2019)
- LENGYEL MEZŐKÖN pályázat Lengyelországról szóló középiskolai vetélkedők szervezésére (2018)
- AZ ÍGÉRET FÖLDJE pályázat felsőoktatási hallgatók számára csoportos lengyelországi tanulmányútjainak finanszírozására (2018)
- MAZURKA pályázat lengyel-magyar tematikájú tudományos folyóirat létrehozására és kiadására (2018)
- SZIRÉN pályázat középfokú oktatási intézmények vagy fenntartóik számára lengyel nyelvoktatás elindítására (2019)
- SZÁRNYAS HUSZÁROK ösztöndíjpályázat 18 és 35 év közötti magyar művészek lengyel-magyar vonatkozású tevékenységük támogatására (2019)
- TENGERSZEM pályázat lengyel-magyar vagy lengyel témájú könyvkiadási tevékenység támogatására (2019)
- SZENT KINGA GYŰRŰJE pályázat felsőoktatási vendégoktatók mobilitásának elősegítésére (2019/1; 2019/2)

## Felczak-könyvek
Az Alapítvány 2018-as létrejötte óta több mint 20 lengyel-magyar tematikájú könyv megjelenését támogatta, melyek közül 12 a Felczak-könyvek sorozatban jelent meg:
1. Mitrovits Miklós (szerk.): Hídépítők
2. Wojciech Frazik: Wacław Felczak. A szabadság futára
3. Petneki Áron: "Oh az ecset nagy szónok! " - Jan Matejko és a magyarok
4. Sergiusz Piasecki: A Nagy Medve szerelmese
5. Ryszard Legutko: Esszé a lengyel lélekről
6. Ryszard Legutko: A közönséges ember diadala
7. Kocsis Adrienn, Pálfalvi Lajos (szerk.): Távolodhatunk-e a birodalomtól? : posztkolonializmus a lengyel irodalomtudományban
8. Marcin Swietlicki: Tizenkettő
9. Kertész Noémi: "A lengyelség iskolája." A lengyel romantika gyermekirodalma
10. Marta Kwaśnicka: Hedvig. A waweli királynő
11. Ősi János: A hágó
12. Krzysztof Szczerski: Az európai utópia - Az integráció válsága és a lengyel reformkezdeményezés

## Könyvtámogatások - A teljesség igénye nélkül
1. Piotr Szewc: Pusztulás
2. Olga Tokarczuk: Bizarr történetek
3. Bernadetta Kuczera-Chachulska: Széttördelt egység - Válogatott versek
4. Christopher R. Browning: Átlagemberek
5. Szalai Attila: Lengyel földön
6. Wiesław Myśliwski: Értekezés a babfejtésről
7. Janusz Korczak: A wilhelmówkai fiúk
8. Grzegorz Górny: Gyilkosság és orvostudomány
9. Németh Orsolya: Posztszovjet non-fiction - A volt Szovjetunió országai és a lengyel tényirodalom
10. Debreceni Egyetem: Történeti tanulmányok XXVI - Középkori magyar pecsétek Varsóból
11. Az Alapítvány által támogatott könyvek frissülő listája a www.wfa.hu/konyvek oldalon található.